# Cryopompe
 (juillet 2024).
La mise en forme du texte ne suit pas les recommandations de Wikipédia : il faut le « wikifier ».
Les points d'amélioration suivants sont les cas les plus fréquents. Le détail des points à revoir est peut-être précisé sur la page de discussion.
- Les titres sont pré-formatés par le logiciel. Ils ne sont ni en capitales, ni en gras.
- Le texte ne doit pas être écrit en capitales (les noms de famille non plus), ni en gras, ni en italique, ni en « petit »…
- Le gras n'est utilisé que pour surligner le titre de l'article dans l'introduction, une seule fois.
- L'italique est rarement utilisé : mots en langue étrangère, titres d'œuvres, noms de bateaux, etc.
- Les citations ne sont pas en italique mais en corps de texte normal. Elles sont entourées par des guillemets français : « et ».
- Les listes à puces sont à éviter, des paragraphes rédigés étant largement préférés. Les tableaux sont à réserver à la présentation de données structurées (résultats, etc.).
- Les appels de note de bas de page (petits chiffres en exposant, introduits par l'outil «  Source ») sont à placer entre la fin de phrase et le point final[comme ça].
- Les liens internes (vers d'autres articles de Wikipédia) sont à choisir avec parcimonie. Créez des liens vers des articles approfondissant le sujet. Les termes génériques sans rapport avec le sujet sont à éviter, ainsi que les répétitions de liens vers un même terme.
- Les liens externes sont à placer uniquement dans une section « Liens externes », à la fin de l'article. Ces liens sont à choisir avec parcimonie suivant les règles définies. Si un lien sert de source à l'article, son insertion dans le texte est à faire par les notes de bas de page.
- La présentation des références doit suivre les conventions bibliographiques. Il est recommandé d'utiliser les modèles {{Ouvrage}}, {{Chapitre}}, {{Article}}, {{Lien web}} et/ou {{Bibliographie}}. Le mode d'édition visuel peut mettre en forme automatiquement les références.
- Insérer une infobox (cadre d'informations à droite) n'est pas obligatoire pour parachever la mise en page.

Pour une aide détaillée, merci de consulter Aide:Wikification.
Si vous pensez que ces points ont été résolus, vous pouvez retirer ce bandeau et améliorer la mise en forme d'un autre article.
Une cryopompe ou « pompe cryogénique » est une pompe à vide qui piège les gaz et les vapeurs en les condensant sur une surface froide. Ce type de mécanisme ne fonctionne que sur un ensemble restreint de gaz à la fois, car l'efficacité dépend des points de congélation et d'ébullition du gaz par rapport à la température de la cryopompe. Ils sont parfois utilisés pour bloquer des contaminants particuliers, par exemple devant une pompe à diffusion pour piéger le pétrole en reflux, ou devant une jauge McLeod pour empêcher l'eau d'entrer. On les appelle alors cryotrap, pompe à eau ou piège à froid, même si le mécanisme physique est le même que pour une cryopompe.
Le cryopiégeage peut également faire référence à un effet légèrement différent, dans lequel les molécules augmenteront leur temps de séjour sur une surface froide sans réellement geler (surfusion) : il y a un alors un délai entre l’impact de la molécule sur la surface et son rebond. L'énergie cinétique aura été perdue à mesure que les molécules ralentiront. Par exemple, l’hydrogène ne se condense pas à 8 kelvins, mais il peut être cryopiégé. Cela piège efficacement les molécules pendant une période prolongée et les élimine ainsi de l'environnement sous vide, tout comme le cryopompage.

## Histoire
Les premières expériences de cryopiégeage des gaz dans du charbon actif ont été menées dès 1874.
Les premières cryopompes utilisaient principalement l'hélium liquide pour refroidir la pompe, soit dans un grand réservoir, soit avec un flux continu. Cependant, au fil du temps, la plupart des cryopompes ont été repensées pour utiliser de l'hélium gazeux, grâce à l'invention de meilleurs cryoréfrigérateurs. La technologie-clé de la réfrigération a été découverte dans les années 1950 par deux employés de la société Arthur D. Little Inc. basée au Massachusetts, William E. Gifford et Howard O. McMahon . Cette technologie est devenue connue sous le nom refroidisseur cryogénique Gifford-McMahon. Dans les années 1970, il était utilisé pour fabriquer une pompe à vide par Helix Technology Corporation et sa filiale Cryogenic Technology Inc. En 1976, les cryopompes ont commencé à être utilisées dans la fabrication de circuits intégrés d'IBM. L'utilisation de cryopompes est devenue courante dans la fabrication de semi-conducteurs à travers le monde, avec des expansions telles qu'une société de cryogénie fondée conjointement par Helix et ULVAC ( jp:アルバック) en 1981.

## Fonctionnement
Les cryopompes sont généralement refroidies par de l'hélium comprimé, bien qu'elles puissent également utiliser de la neige carbonique, de l'azote liquide, ou incluent parfois un refroidisseur cryogénique intégré. Des déflecteurs sont souvent fixés sur la tête froide pour augmenter la surface disponible pour la condensation, mais ils augmentent également la captation de chaleur radiative de la cryopompe. Au fil du temps, la surface finit par saturer de condensats et la vitesse de pompage chute alors progressivement jusqu'à zéro. La surface retiendra les gaz piégés tant qu'elle reste froide, mais ne condensera pas les nouveaux gaz frais jusqu'à ce que la cryopompe soit régénérée. La saturation se produit très rapidement dans les vides faibles, ce pourquoi les cryopompes ne sont généralement utilisées que dans les systèmes où la pression est très faible, voire un ultravide.
La cryopompe permet un pompage rapide et propre de tous les gaz dans la plage de 10 −3 à 10 −9 Torr. Elle fonctionne sur le principe selon lequel les gaz peuvent être condensés et maintenus à des pressions de vapeur extrêmement faibles, permettant ainsi d'atteindre des vitesses et des débits élevés. Une cryopompe est composée d'une chambre à vide et d'une « tête froide ». La tête froide se compose d'un cylindre de tête froide à deux couches (faisant partie de la cuve à vide) et d'un unité d'entraînement, utilisée pour déplacer le module de régénération. Ensemble, ils produisent une réfrigération en cycle fermé à des températures allant généralement de 60 à 80 K pour la première couche et de 10 à 20 K pour la deuxième.
Certaines cryopompes comportent plusieurs couches à différentes températures, les couches externes protégeant les couches internes les plus froides. Les couches extérieures condensent les gaz à point d'ébullition élevé tels que l'eau et l'huile, économisant ainsi la surface et la capacité de réfrigération des étages intérieurs pour les gaz à point d'ébullition plus bas tels que l'azote.

### Régénération
La régénération d'une cryopompe est le processus d'évaporation des gaz piégés. Au cours d'un cycle de régénération, la cryopompe est réchauffée à température ambiante ou plus, permettant aux gaz piégés de passer d'un état solide à un état gazeux et ainsi d'être libérés de la cryopompe via une soupape de surpression dans l'atmosphère.
La plupart des équipements de production utilisant une cryopompe disposent d'un moyen pour isoler la cryopompe de la chambre à vide afin que la régénération ait lieu sans exposer le système à vide aux gaz libérés tels que la vapeur d'eau. La vapeur d'eau est l'élément naturel le plus difficile à éliminer des parois de la chambre à vide lors de son exposition à l'atmosphère en raison de la formation de monocouches et des liaisons hydrogène. L'ajout de chaleur au gaz de purge permet accélérer le réchauffement et réduira le temps de régénération.